# Childebert I.
Childebert I. (kolem 496 – 13. prosince 558 Paříž) byl franským králem v Paříži a jedním ze čtyř synů Chlodvíka I.
Roku 523 vedl se svými bratry válku proti Burgundskému království, během níž v bitvě u Vézeronce v roce 524 padl Chlodomer. Následně se Chlothar s Childebertem dohodli, že si rozdělí mezi sebe říši svého mrtvého bratra. Po vraždě Chlodomerových synů Childebert anektoval Chartres a Orléans.

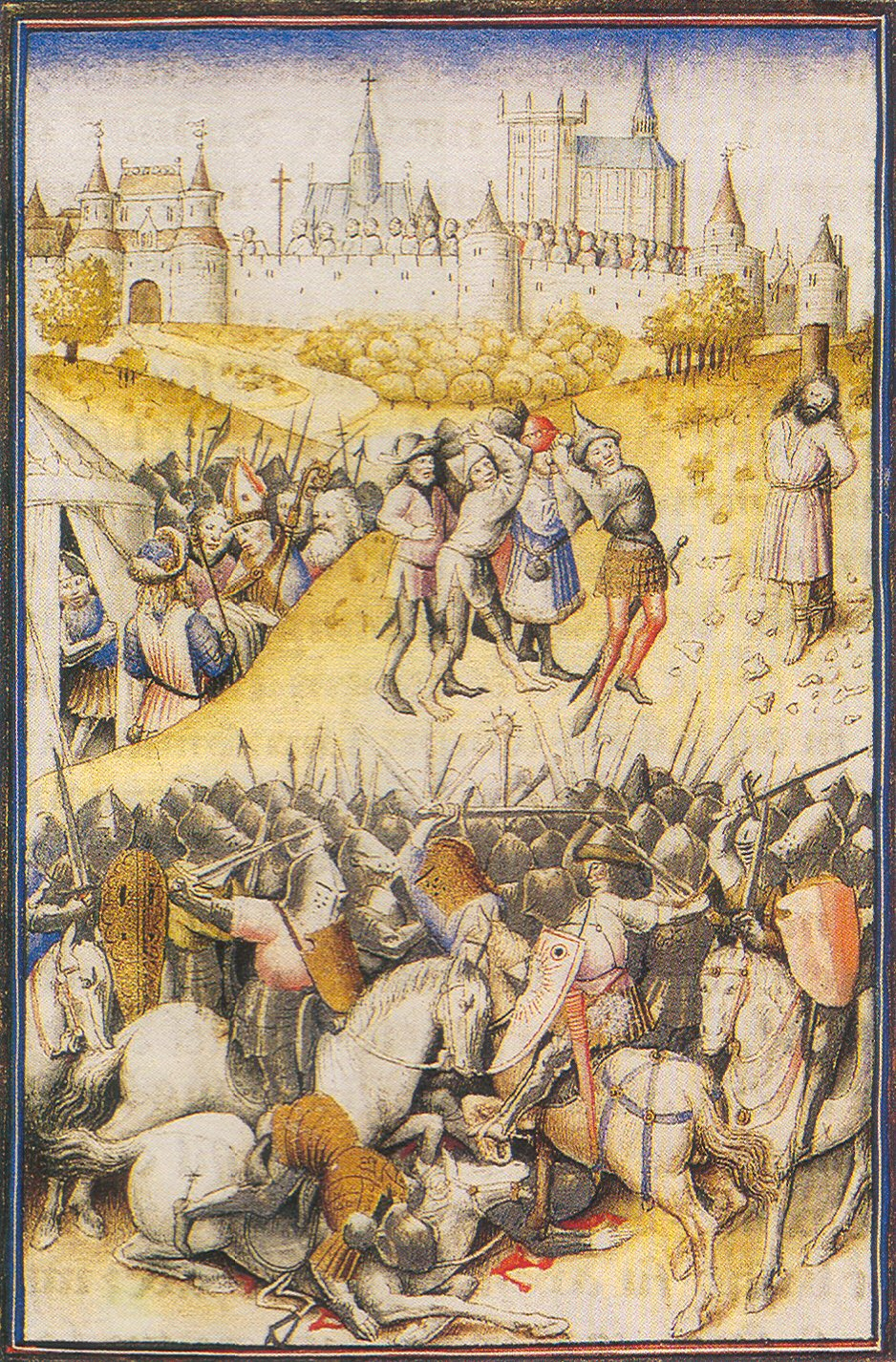
Obléhání Zaragozy

Roku 531 obdržel prosby od své sestry Chlodechildy, manželky vizigótského krále Amalaricha. Její manžel ji jako katoličku neustále týral. Childebert proto vytáhnul do boje a Amalaricha porazil. Ten ustoupil do Barcelony, kde byl zavražděn. Chlodechilda při cestě do Paříže z neznámých důvodů zemřela.
Účastnil se také dalších bojů proti Burgundskému království. Roku 532 oblehl město Autun a roku 534 za zásluhy přidal ke svému území města Mâcon, Ženevu a Lyon. Když roku 535 ostrogótský král Witiges postoupil Provence, získal Childebert města Arles a Marseille. Dobyt Burgundské království se povedlo, za pomoci Chlothara, v zimě na přelomu roku 536 a 537.
Roku 542 podnikl další výboj proti Visigótům. Spolu s Chlotharem obsadili Pamplonu a poté oblehli Zaragozu, následně byli nuceni ustoupit. Childebert z této výpravy ukořistil tuniku svatého Vincenta a na její počest nechal v Paříži postavit klášter sv. Vincenta, později známý jako Klášter Saint-Germain-des-Prés.
Childebert I. zemřel 13. prosince 558 a byl pohřben v klášteru, který založil. Nezanechal po sobě žádné syny, jen dvě dcery, Chrodobergu a Chrodesindu, jež měl se svou ženou Ultragothou.